# Gadila elenae
Gadila elenae är en blötdjursart som beskrevs av Victor Scarabino 1995. Gadila elenae ingår i släktet Gadila och familjen Gadilidae. Inga underarter finns listade i Catalogue of Life.